# Google Sky

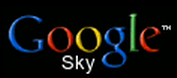
Logotipo de Google Sky

Google Sky es el modo cielo del Google Earth
El 22 de agosto del 2007, Google lanza la versión 4.2 de Google Earth que incorpora una herramienta para explorar el Cielo: ver estrellas, constelaciones y galaxias. Google Sky es fruto de un acuerdo entre Google y el Instituto de Ciencia Telescópica Espacial de Baltimore, el centro de operaciones del Hubble. 
La gran novedad del "Modo Cielo" permite visualizar las constelaciones, estrellas, galaxias, planetas y seguir sus órbitas en el tiempo y en el espacio.
Esta herramienta está integrada dentro de las versiones de Google Earth superiores a la 4.2, no es un programa o interfaz independiente, sino que es necesario instalar Google Earth, para poder disfrutar de la nueva facilidad.
La ampliación del campo de acción de Google Earth al espacio, aumenta enormemente las posibilidades de exploración del programa de Google.

## Caja de búsqueda de objetos o posición
Si conoce el nombre de la estrella o galaxia que está buscando, póngala en la caja de búsqueda (ej. Pleyades o Messier 85). Si quiere encontrar una posición particular en el cielo, tanto si allí existe algún objeto como si no, puede introducir las coordenadas 
(ascensión recta y declinación) en la caja de búsqueda situada en la parte superior izquierda denominada "búsqueda de localización".

## Podcast
Google cuenta con Earth & Sky Podcasts.